# Pristimantis palmeri
O Pristimantis palmeri é uma espécie de anuro da família Craugastoridae. É nativa do oeste da Cordilheira Ocidental (em altitudes entre 900 e 2 400 m), na Colômbia. É encontrada em florestas primárias e secundárias com boa regeneração e vegetação rasteira em áreas abertas. Possui  hábitos noturnos e são encontrados próximos a córregos em galhos de árvores a três metros de altura e durante o dia costumam ficar debaixo de rochas.